# 切割机
切割机是一种切削物料，使其形状达到目的状态的一种工具。切割机主要使用外部能源来破坏原有物料的形状。

## 按工作介质分类
- 砂轮切割机（英语：Abrasive_saw）：使用外力带动砂轮切削物料。
- 雲石機（英语：Disc_cutter），又称鎅機[1]、切割機：利用圓盤旋轉切割瓷砖、金属、混凝土和石材等硬質物料。
- 火焰切割机：利用乙炔等气体燃料，产生高温熔化金属。